# Суэйн, Мак
Мак Суэйн (англ. Mack Swain; 16 февраля 1876 — 25 августа 1935) — американский актёр кино и водевилей.

## Биография
Родился Морони Суэйн (англ. Moroni Swain) в семье Роберта Генри Суэйна и Мэри Ингеборг Йенсен в Солт-Лейк-Сити, штат Юта. Выступал в водевилях, прежде чем начать сниматься в немых фильмах кинокомпании Keystone Studios, которой руководил Мак Сеннет. На этой киностудии в паре с актёром Честером Конклином он снялся в ряде комедийных фильмов. С Суэйном в роли Эмброуза и Конклином в роли большого усатого Моржа, вышли несколько фильмов, включая «The Battle of Ambrose and Walrus» и «Love, Speed and Thrills» в 1915 году. Помимо этих комедий эта пара появились в ряде других фильмов, в двадцати шести вместе, а также отдельно в фильмах Мэйбл Норманд, Роско Арбакла и Чарли Чаплина. Позже исполнял роль Эмброуза также в фильмах кинокомпании L-KO Kompany, в которую перешёл.
Суэйн работал с Чарли Чаплином в Keystone и продолжил сотрудничество с ним в First National Pictures в 1921, появившись в фильмах «Праздный класс», «День получки» и «Пилигрим». Он также запомнился ролью Большого Джима в фильме кинокомпании «United Artists» 1925 года «Золотая лихорадка», с Чарли Чаплином в главной роли.
Суэйн умер в Такоме, штат Вашингтон в 1935 году. За большой вклад в киноиндустрию получил звезду на Голливудской аллее славы, 1500 Вайн-стрит.

## Фильмография
- 1914 — Охотник за грабителями — первый грабитель
- 1914 — Настигнутый в кабаре — громила в кабаре / прохожий
- 1914 — Застигнутый дождём — муж
- 1914 — Деловой день — муж
- 1914 — Нокаут — игрок
- 1914 — Состоявшееся знакомство — Эмброуз
- 1914 — Мейбл за рулём — зритель
- 1914 — Морские нимфы
- 1914 — Семейная жизнь Мейбл — Веллингтон
- 1914 — Нахальный джентльмен — мистер Эмброуз
- 1914 — Его музыкальная карьера — Майк
- 1914 — Веселящий газ — пациент
- 1914 — Роковой молоток — поклонник
- 1914 — Прерванный роман Тилли — Джон Бэнкс, отец Тилли
- 1914 — Его место для свиданий — Амброуз
- 1914 — Его доисторическое прошлое — король
- 1921 — Праздный класс — отец
- 1922 — День получки — прораб
- 1923 — Пилигрим — дьякон
- 1925 — Орёл — хозяин гостиницы (в титрах не указан)
- 1925 — Золотая лихорадка — Большой Джим Маккей
- 1926 — Поток — Дон Матьяс